# Ichneumon centralpinicola
Ichneumon centralpinicola là một loài tò vò trong họ Ichneumonidae.